# European Nations Cup Eerste Divisie 2000/01
De European Nations Cup Eerste Divisie 2000/01 is het tweede seizoen van de Eerste Divisie van de Europe Nations Cup, het hoogste niveau in de ENC.
De planning was om de competitie op een jaarlijkse basis door te laten gaan, zoals het Zeslandentoernooi. Aan het einde van het seizoen werd besloten om de competitie voortaan in een tweejaarlijks competitieformaat te spelen. Zodoende werden de resultaten van dit seizoen overgeheveld naar 2001/02. Georgië mocht wel zijn titel behouden.
Vanwege de kwalificatie voor het Wereldkampioenschap rugby 2003 kon er niet gedegradeerd worden uit de Eerste Divisie.

## Puntensysteem
Teams kunnen als volgt punten verdienen:
- 3 punten voor een overwinning
- 2 punten voor een gelijkspel
- 1 punt voor een verloren wedstrijd
- 0 punten voor terugtrekking van een wedstrijd

## Stand

### Eindstand
| #  | Team      | GW | Win | Gel | Ver | Pnt | Voor | Tegen | Saldo |
| -- | --------- | -- | --- | --- | --- | --- | ---- | ----- | ----- |
| 1. | Georgië   | 5  | 5   | 0   | 0   | 15  | 167  | 68    | 99    |
| 2. | Roemenië  | 5  | 4   | 0   | 1   | 13  | 188  | 71    | 117   |
| 3. | Rusland   | 5  | 3   | 0   | 2   | 11  | 152  | 143   | 9     |
| 4. | Spanje    | 5  | 2   | 0   | 3   | 9   | 118  | 131   | -13   |
| 5. | Portugal  | 5  | 1   | 0   | 4   | 7   | 77   | 165   | -88   |
| 6. | Nederland | 5  | 0   | 0   | 5   | 5   | 60   | 184   | -124  |

#### Legenda
| Kleur | Kwalificatie voor      |
| ----- | ---------------------- |
|       | Europees kampioen 2001 |

## Wedstrijden
| 4 februari 2001 | Nederland | 3–32 | Georgië | Amsterdam Toeschouwers: 1.200 |
| 4 februari 2001 |           |      |         | Amsterdam Toeschouwers: 1.200 |

| 4 februari 2001 | Portugal | 0–47 | Roemenië | Lissabon |
| 4 februari 2001 |          |      |          | Lissabon |

| 4 februari 2001 | Spanje | 29–30 | Rusland | Madrid Toeschouwers: 5.000 |
| 4 februari 2001 |        |       |         | Madrid Toeschouwers: 5.000 |

| 17 februari 2001 | Georgië | 36–12 | Portugal | Tbilisi |
| 17 februari 2001 |         |       |          | Tbilisi |

| 18 februari 2001 | Spanje | 12–27 | Roemenië | Seville |
| 18 februari 2001 |        |       |          | Seville |

| 18 februari 2001 | Nederland | 20–41 | Rusland | Amsterdam Toeschouwers: 2.500 |
| 18 februari 2001 |           |       |         | Amsterdam Toeschouwers: 2.500 |

| 4 maart 2001 | Rusland | 23–25 | Georgië | Krasnodar |
| 4 maart 2001 |         |       |         | Krasnodar |

| 4 maart 2001 | Roemenië | 52–15 | Nederland | Constanța |
| 4 maart 2001 |          |       |           | Constanța |

| 4 maart 2001 | Spanje | 31–15 | Portugal | Madrid |
| 4 maart 2001 |        |       |          | Madrid |

| 18 maart 2001 | Georgië | 43–10 | Spanje | Tbilisi Toeschouwers: 12.000 |
| 18 maart 2001 |         |       |        | Tbilisi Toeschouwers: 12.000 |

| 18 maart 2001 | Roemenië | 42–13 | Rusland | Boekarest |
| 18 maart 2001 |          |       |         | Boekarest |

| 18 maart 2001 | Portugal | 23–6 | Nederland | Lissabon |
| 18 maart 2001 |          |      |           | Lissabon |

| 7 april 2001 | Rusland | 45–27 | Portugal | Krasnodar |
| 7 april 2001 |         |       |          | Krasnodar |

| 8 april 2001 | Nederland | 16–36 | Spanje | Amsterdam |
| 8 april 2001 |           |       |        | Amsterdam |

| 8 april 2001 | Roemenië | 20–31 | Georgië | Boekarest Toeschouwers: 2.000 |
| 8 april 2001 |          |       |         | Boekarest Toeschouwers: 2.000 |